# Laódice VI
Laódice VI (en griego: Λαοδίκη ΣΤ΄; ¿?-115/113 a. C.) fue una princesa seléucida, reina consorte del Ponto.

## Familia
Laódice era hija de los reyes seleúcidas Antíoco IV Epífanes y Laódice IV. Sus abuelos eran Antíoco III el Grande y Laódice III. Tenía varios medio hermanos de los matrimonios anteriores de su madre. Del de sus padres tuvo dos hermanos, que luego fueron reyes: Antíoco V Eupátor y Alejandro Balas. En 152 a. C., apoyó la rebelión de este último contra el rey Demetrio I Sóter, que fue derrocado y era primo y medio hermano de los conjurados. 

## Reina del Ponto
Luego Laódice desposó al rey Mitrídates V Evergetes, soberano del Ponto, que reinó del 150 al 120 a. C., Los dos eran parientes, ya que Mitrídates tenía también antepasados seleúcidas. Se sabe poco de su relación con su marido o de sus actos en calidad de reina del Ponto. Juntos tuvieron siete hijos: Laódice de Capadocia, Mitrídates VI, Mitrídates Cresto, Laódice, Nisa, Roxana y Estatira. Las tres últimas fueron ajusticiadas tras la caída del reino en el 63 a. C..
Mitrídates V fue asesinado aproximadamente en el 120 a. C. en Sinope, envenenado durante un banquete que daba. En su testamento dispuso que el reino lo compartiesen a partir de entonces Laódice, Mitrídates VI y Mitrídates Cresto. Los dos hijos varones eran por entonces menores de edad, por lo que el poder lo ostentó en solitario Laódice como regente.
Durante la regencia (120-116/113), favoreció a su segundo hijo, arrumbando al primero, que huyó y se escondió de las maquinaciones maternas. Laódice vivía en el lujo y fue una aliada complaciente de Roma. Aceptaba sobornos de la República romana y su extravagancia sumió al Ponto en deudas.
Mitrídates VI volvió al Ponto entre el 116 y el 113 a. C. y fue proclamado rey. Eliminó del poder a su madre y a su hermano, los hizo encarcelar y se hizo monarca. Laódice VI falleció en prisión de causas naturales; no se sabe si Mitrídates Cresto murió también de causas naturales o si fue juzgado por traición y ajusticiado por orden de su hermano el rey. En cualquier caso, Mitrídates VI organizó funerales en honor de ambos.